# Заживо погребённый (фильм, 1990)
«Заживо погребённый» (англ. Buried Alive) — американский телефильм 1990 года в жанре триллер, дебютная полнометражная работа Фрэнка Дарабонта. В главных ролях сыграли Тим Мэтисон, Дженнифер Джейсон Ли и Уильям Атертон. В 1997 году вышел сиквел картины — «Заживо погребённый 2».

## Сюжет
Клинт Гудмен (Тим Мэтисон), работящий владелец строительной компании, звонит домой жене Джоанне (Дженнифер Джейсон Ли). Та просыпается, но не поднимает трубку. Клинт по автоответчику выражает сожаление, что та уезжает на выходные. Прораб сообщает, что у Клинта посетитель. В трейлер заходит человек в деловом костюме.
Машину Гудмена останавливает шериф Сэм Эберли (Хойт Экстон), который говорит, что они лучшие рыбаки в городе, и интересуется, что тот будет делать на выходных. Клинт отвечает, что свободен, так как его супруга уезжает к подруге в город с ночёвкой, после чего пробудет там ещё день. Они договариваются порыбачить — шериф заедет к нему в пять.
Приехав домой, Гудмен выпускает ротвейлера Дьюка, которого заперла Джоанна, и немного играет с ним. Дома Джоанна говорит, что перед отъездом посетит врача. Клинт сообщает ей о походе на рыбалку. Гудмен сообщает жене, что его вновь посетил бизнесмен Билл Скорби (Уэйн Грейс) и предложил продать дело за полтора миллиона долларов, но он отказался. Жена недовольна его решением. Начинается перебранка. Клинт упрекает Джоанну, что оставлял ту пять лет подряд летом в Нью-Йорке, чтобы закончить постройку дома. Та недовольна, что не может забеременеть уже полтора года, и хочет уехать из родного города мужа, тот просит дать этому месту шанс.
Гудмен ловит форель с шерифом. На вопрос о ситуации на семейном фронте Клинт отвечает, что горожанка Джоанна старается привыкнуть. За десять лет, проведённых в Нью-Йорке, Гудмен соскучился по родному городу.
Джоанна спит с врачом-любовником Кортом ван Оуэном (Уильям Атертон), обещающим ей безбедную жизнь с 20 % акций клиники, которую посещают звёзды кино. Та говорит ему, что подаст на развод, тот отвечает, что судебные тяжбы затянутся на год. Он предлагает устроить всё быстро и обращает внимание любовницы на исчезнувшую рыбу из аквариума, которую те недавно съели — он откачал из её яичников почти безвкусный яд. Корт предлагает Джоанне отравить мужа. Та говорит, что не сможет сделать это, но яд забирает.
Дома Джоанна кладёт яд в контейнер для мусора. Незаметно для неё несколько капель из пузырька попадает на салфетку.
Клинт возвращается с рыбалки с богатым уловом. Супруги занимаются сексом.
Утром Джоанна хочет подать мясо, а не рыбу. Гудмен уходит в подвал. Джоанна, наливая вино, поглядывает на мусорный контейнер. Она вытаскивает пузырёк, но колеблется, куда его вылить — в раковину или бокал с вином. Резкими движением она добавляет яд в напиток. Внезапно к ней подходит Клинт, и она пугается. Она смотрит, как он ест и отпивает из бокала. Тот предлагает тост, Джоанна отказывается, говоря, что уже выпила, но Клинт настаивает. Сжимая руку жены, он говорит, что является самым счастливым человеком на свете. Внезапно он начинает трястись, одной рукой так сильно сжимает руку Джоанны, что она не может её вытащить, а второй лопает бокал. Он просит её помочь, кричит от боли и падает вместе со столом. Он ползёт к забившейся в угол жене, та кричит, чтобы он скорее умер. Клинт перестаёт дышать.
Джоанна звонит Корту, тот говорит вызвать скорую. Дьюк воет во дворе. Шериф недоумевает, как инфаркт может произойти у полного сил, нестарого человека, Корт отвечает, что у Клинта были симптомы этой болезни. Джоанна замечает пустой пузырёк на полу и делает вид, что у неё болит голова от воя. Шериф спрашивает у коронера (Милт Хамерман) и Корта, будет ли вскрытие. Коронер не видит причин для этого. Корт подаёт шерифу свидетельство о смерти на подпись. После ухода шерифа и коронера Корт просит Джоанну успокоиться. Та не хочет организовывать поминки после пережитого. Корт хочет поцеловать её, но вовремя замечает вернувшегося шерифа и переходит на официальный тон. Корт отмечает тактичность шерифа. Шериф забирает Дьюка с собой.
Шериф Сэм пьёт на кухне, к нему присоединяется жена. Они вспоминают детство Клинта — тот был хулиганом, но Сэм сделал из него прекрасного мужчину, заронив в нем страх перед богом.
В холодильной комнате уложенный в мешок для трупа Клинт слегка двигается.
Утром бальзамировщик Эрл (Брайн Либби) с помощником-новичком, у которого первый рабочий день, показывает, как нужно выкачивать кровь из тела. Тому кажется, что труп открыл глаза, рот и посмотрел на него. Когда Эрл делает надрез, новичок-помощник падает в обморок. В комнату заходит начальник, которому ранее звонил Корт, сообщая, что жена покойного не хочет поминок, и говорит Эрлу не бальзамировать тело, которое будет закопано сегодня днём. Так как прибыли с похорон компания не получит, начальник говорит Эрлу взять подгнивший сосновый гроб для экономии.
На похоронах, когда Джоанна идёт возложить цветы на гроб, Дьюк начинает лаять. Сэм отвозит пса обратно.
Дома у Джоанны любовники, лёжа в ванной, празднуют удавшийся план. Дьюк лает, это раздражает Джоанну, и она решает застрелить пса из ружья. Первым выстрелом она сбивает замок вольера, вторым промахивается. Дьюк убегает. Любовники занимаются сексом.
Пёс прибегает на кладбище и, скуля, ложится рядом с могилой хозяина.
Клинт внезапно приходит в себя в гробу. Сверху из-за сильного дождя через доски на него капает вода вперемешку с землёй. Гудмен истошно кричит и пытается выбраться. Ему удаётся сломать подгнившие доски и вылезти наружу, так как гроб был неглубоко закопан. Он идёт, пошатываясь, за ним следует Дьюк.
Гудмен доходит до дома. Он видит, как Джоанна обнимается на кухне с Кортом. Та замечает кого-то за окном, но Корт говорит, что это просто собака. Гудмен не успевает проникнуть в дом через закрывающийся гараж, после чего он разбивает окно в подвал. Он засыпает у лестницы.
На следующий день Джоанна встречается с адвокатом (Джен Мерлин) по поводу продажи бизнеса почившего мужа за оговорённую ранее сумму. Джоанна согласна на сделку, если сумма будет выплачена наличными.
Клинт просыпается и поднимается наверх. Жадно напившись воды из крана и поев, он замечает, что Джоанна возвращается домой. Он берёт ружьё в подвале, но роняет коробку с патронами. Содранными пальцами ему наконец удаётся зарядить оружие. Со словами «Дорогая, я вернулся!» он начинает искать неверную супругу. Внезапно Джоанну навещает Сэм. Клинт подслушивает разговор. Открыв холодильник, Джоанна замечает вынутую из фольги и надкушенную курицу. Сэм заводит разговор о продаже Джоанной дома и бизнеса Клинта. К дому подъезжает Корт. Подкравшись к любовникам, Клинт замечает, что в стволе только один патрон, и возвращается в подвал. Джоанна уговаривает Корта быстрее уехать, тот замечает её волнение и переубеждает остаться на ночь. Клинт узнаёт, что ранее Корт сделал Джоанне аборт их общего ребёнка. Он решает, что убийство — слишком лёгкая смерть для обоих, и вытаскивает патроны.
Ночью, пока Джоанна спит, Клинт берёт ножницы и поднимается в спальню. Он видит таблетки на тумбочке, легко касается жены, выключает свет и выходит. В ванной, корчась от боли, с полотенцем во рту, он обеззараживает руки перекисью и делает перевязку.
Утром Джоанну навещают поверенный и Билл Скорби, принёсший деньги. Как только те уходят, печаль Джоанны сразу сменяется радостью.
Шериф и сотрудники больницы обнаруживают пустую могилу Гудмана. Сэм говорит засыпать её и никому не говорить об этом, пока он не разберётся, в чём дело.
Джоанна замечает в ванне разбросанные полотенца и землю. Вооружившись кочергой, она звонит Корту, но тот в душе, и звонок переключается на автоответчик. Она просит его скорее приехать. Решив взять ружьё, она натыкается на лающего Дьюка. Отступая, она берёт ружьё, но внезапно сталкивается с Клинтом в маске сварщика, стреляет и сваливается в подвал. Выстрел прошёл мимо. Клинт закрывает дверь и заколачивает окна.
Доктор ван Оуэн снова выкачивает яд из аквариумной рыбы. По автоответчику он прослушивает сообщение о просрочке аренды за полгода и неоднократном игнорировании требования об освобождении площади. Голос говорит, что по решению суда придётся применить силу. Когда Корт уходит, проигрывается сообщение Джоанны.
Ван Оуэн приезжает к любовнице, обнажает шприц и поднимается в спальню, где обнаруживает чемодан. Не придав значения грязи в ванной, он забирает деньги.
Джоанна приходит в себя, слышит зовущего её Корта и прячется под лестницей. Когда тот спускается, она оглушает его кочергой. Поднимаясь, она замечает мужчину в маске, закрывающего дверь.
Когда Корт приходит в себя, Джоанна говорит, что неизвестный запер их. Оба слышат, как он двигает мебель. Корт делает вид, что деньги его не волнуют и что он делал всё это ради неё. Он стреляет по замку из ружья, но патроны оказываются холостыми — с обрезанными концами и высыпанной дробью. Корт пытается выбить прикладом доски из окна, но его сторожит Дьюк. Клинт включает бензопилу и распиливает семейное фото напополам, после чего начинает ломать стену.
Корт будит Джоанну. Звуки наверху стихли. Тот делится с ней своими догадками — их запер шериф, позарившийся на деньги. Корт вслух размышляет, как расправится с Сэмом. В это время Джоанна замечает спрятанный под ящиком шприц и незаметно забирает его. Она требует от Корта сжечь деньги, чтобы доказать свою любовь. Получив утвердительный ответ на вопрос, готов ли он умереть ради неё, она наступает на любовника со шприцем, тот раскрывает карты — он хотел умертвить её и забрать весь куш. Завязывается борьба, оба ползут к вылетевшему шприцу. Корт наваливается на Джоанну и уже хочет воткнуть иглу, но внезапно дверь подвала открывается. Оба решают, что яд достанется «шерифу».
Поднявшись, они замечают, что холл и входная дверь исчезли, вместо него вокруг стружечные плиты. Внезапно путь назад преграждает панель. С зажигалкой в руке Джоанна ощупывает периметр, после чего открывается проход.
Шериф Сэм внезапно просыпается и осматривает гроб Клинта в подвале. Он пробивает его рукой в нескольких местах.
Идя по самодельному коридору, любовники натыкаются на тупик и идут назад, но путь назад также преграждён. Корт пытается пробиться наружу, Джоанна просит того прекратить. Тот пытается договориться с неизвестным через отверстия в плитах, оба начинают сваливать вину друг на друга, после чего оказываются отрезанными друг от друга. Для Корта открывается проход, тот видит человеческий силуэт у угла в конце коридора и предлагает поделить деньги, держа в руке шприц. Когда Корт оказывается вблизи, Клинт выходит и говорит оставить деньги себе. В ужасе Корт пытается бежать, но оступается об оброненный чемодан, напарывается на шприц и умирает в страшных мучениях.
Одетый Сэм спускается к машине с ключами.
За запертой Джоанной открывается панель, появляется мужчина в маске. Та ползёт через проход, но тот не преследует её. Вскоре она оказывается запертой в подобии гроба. Клинт спрашивает у неё об их неродившемся ребёнке через зазоры в полу, после чего сбрасывает ей тело Корта. Пока та истошно вопит, он заколачивает доски, разливает бензин и поджигает дом, после чего уезжает с псом. Вскоре к дому приезжает Сэм, видит горящее строение и вызывает пожарных. На пепелище один из пожарных сообщает шерифу, что внутри никого не было. Сэм удивлён.
Шериф приезжает на кладбище и видит Клинта с лопатой в руке у свежей безымянной могилы на месте старой. Сэм говорит, что приехал почтить память друга, которого не стало на той неделе и которому он не успел сказать, как много для него значила их дружба. Клинт говорит, что друг об этом знает, после чего уходит. Сэм окликает его и, делая вид, что не узнаёт Клинта, говорит ему никогда сюда не возвращаться, кивает и уезжает.
Камера переносится в гроб, в котором живая Джоанна кричит в окружении трупа любовника и денег.

## В ролях
| Актёр                | Роль                                             |
| -------------------- | ------------------------------------------------ |
| Тим Мэтисон          | Клинт Гудман                                     |
| Дженнифер Джейсон Ли | Джоанна Гудман, жена Клинта                      |
| Уильям Атертон       | доктор Кортлан «Корт» ван Оуэн, любовник Джоанны |
| Хойт Экстон          | шериф Сэм Эберли, друг Клинта                    |
| Джей Джербер         | Квинтан                                          |
| Уэйн Грейс           | бизнесмен Билл Скорби                            |
| Дональд Хоттон       | Рейнольдс                                        |
| Брайн Либби          | бальзамировщик Эрл                               |
| Пег Ширли            | Хелен Эберли, жена Сэма                          |
| Дэвид Йос            | Билли                                            |
| Милт Хамерман        | коронер                                          |
| Майкл Кип            | прораб                                           |
| Джен Мерлин          | адвокат Джоанны                                  |
| Джейм Скалли         | священник                                        |
| Дейл Свонн           | пожарный                                         |